# 松井田町新井
松井田町新井（まついだまちあらい）は、群馬県安中市の地名。旧碓氷郡松井田町大字新井にあたる地名である。郵便番号は379-0216。面積は2.51km2(2010年現在)。

## 地理
九十九川中流域に位置している。

### 河川
- 九十九川

## 歴史
江戸時代頃からある地名で、安中藩領だった。

### 年表
- 1889年 町村制施行により碓氷郡松井田町、臼井町、坂本町、西横野村、九十九村、細野村が成立し、碓氷郡細野村となる
- 1953年 400mの1代目天神山隧道が完工する。
- 1954年 松井田町、臼井町、坂本町、西横野村、九十九村、細野村の6町村が合併して新たに碓氷郡松井田町新井となる。
- 1979年 1978年に開通した国道18号松井田バイパスに同町から接続するため、総延長406mの2代目天神山隧道が完工する。
- 2006年3月18日 松井田町が安中市と合併し、安中市松井田町新井となる。

## 世帯数と人口
2017年（平成29年）7月31日現在の世帯数と人口は以下の通りである。
| 町丁         | 世帯数  | 人口  |
| ------------ | ------- | ----- |
| 松井田町新井 | 154世帯 | 399人 |

## 教育
市立小・中学校に通う場合、学区は以下の通りとなる。
| 番地 | 小学校             | 中学校                 |
| ---- | ------------------ | ---------------------- |
| 全域 | 安中市立細野小学校 | 安中市立松井田北中学校 |

## 交通

### 鉄道
鉄道駅はない。

### 道路
国道はなく県道は群馬県道33号渋川松井田線と群馬県道216号長久保郷原線がある。

## 施設
- 安中市立細野小学校
- 細野郵便局
- 諏訪神社

## 避難所
指定緊急避難場所
- 新井5区住民センター (低地にあるため、水害時の避難には注意が必要とされている。また避難スペースが狭小。)[7]
- 旧6区ゲートボール場 (低地にあるため、水害時の避難には注意が必要とされている。)

指定避難所
- 細野小学校体育館 [8]